# Аденозиндифосфатрибоза
Аденозиндифосфатрибоза (АДФ-рибоза) — сложный эфир, участвующий в посттрасляционной модификации белков. Присоединение остатка АДФ-рибозы к белкам называется АДФ-рибозилированием, донором АДФ-рибозы в этих процессах служит NAD+. Поли-АДФ-рибоза выступает в роли сигнальной молекулы для белков репарации ДНК и используется для модификации гистонов. Аденозиндифосфатрибоза активирует ионный канал TRPM2.